# 스포츠 에이전트
스포츠 에이전트(sports agent), 또는 스포츠 대리인, 스포츠 대행인은 운동 선수 개인 또는 스포츠 클럽을 대신해서 연봉협상, 광고출연 등의 각종 계약을 처리하는 직업 또는 사람을 말한다.
스포츠 에이전트로 활동하기 위해서는 해당 스포츠 연맹에 등록하여야 하며 등록을 위해서는 그에 합당한 자격이 필요하다. 특히 스포츠, 마케팅, 법, 경영 및 광고선전 등의 다양한 분야의 지식과 경험을 요구받아야 하며 협상능력, 논리와 분석력,기억력,체력등이 필요하다.
스포츠 에이전트의 주된 수입원은 선수 개인과 스포츠 클럽을 연결해주고 받는 수수료이다. 수수료는 일반적으로 선수가 받는 금액의 3%에서 10% 사이이며, 축구의 경우 7% 정도이다.
계약 관계를 주로 다루는 스포츠 에이전트였으나 점차 선수의 훈련프로그램이나 의료 혜택, 법률서비스 등을 지원하고 선수의 재산관리, 팬과의 교류, 주거의 알선, 나아가서는 선수의 은퇴 후 대비책까지 마련해 주는 등 업무가 상당히 넓어지는 경향을 띠어지고 있다.

## 유명한 스포츠 에이전트
- 장 피에르 베르네(fr)
- 프레데릭 도브라주(fr)
- 피니 자하비(en)
- 후안 피거 스비르스키(en)
- 조르제 멘데스(es) - 크리스티아누 호날두의 에이전트
- 스캇 보라스(en)
- 미노 라이올라(en)
- 스콧 보러스 - 알렉스 로드리게스와 프린스 필더의 에이전트
- 케이시 클로즈 - 데릭 지터와 라이언 하워드의 에이전트
- 마르틴 달린 - Roger Ljung Promotion AB에서 근무 중
- 케빈 데이비스 - KCD Management에서 근무 중

## 같이 보기
- 탤런트 에이전트

## 참고 문헌
- 김동훈 (2001). 〈스포츠에이전트계약의 법적 고찰〉. 《스포츠와 법 제2권》. 451-452쪽.